# Ньєрере (національний парк)
Національний парк Ньєрере (раніше північна частина заповідника Селус) — найбільший національний парк Танзанії, а також один із найбільших у світі заповідників дикої природи та національних парків. Загальна площа парку складає 30 893 квадратних кілометри. Територія перевищує територію 70 країн світу і, за оцінками, вдвічі більша за Коста-Ріку (Центральна Америка), приблизно вдвічі більша за Бельгію (Європа). Значна частина території знаходиться в дикому стані, не змінена діяльністю людини. Зараз частина заповідника Селус знищується, задля побудови ГЕС. У парку протікає велика річка Руфіджі. Руфіджі є найбільшою річкою Танзанії, де мешкає багато крокодилів і бегемотів. У її дельті росте один з найбільших мангрових лісів у світі.

## Історія
Заповідник Селус бере свій початок у 1896 році, коли тодішній німецький губернатор Танганьїки оголосив цю величезну територію мисливським заповідником, що охороняється. У 1922 році заповідник був названий на честь Фредеріка Селуса, мисливця на велику дичину, який став охоронцем дикої природи. У 2019 році уряд Танзанії вирішив, що для подальшого розвитку охоронюваної території та розвитку туризму в Селусі, північну частину заповідника буде вирізано для створення нового національного парку, який буде відомий як Національний парк Ньєрере на честь першого президент Танзанії Мваліму Джуліус Камбараге Н'єрере. Зараз парк підпадає під управління TANAPA (Управління національних парків Танзанії).

## Фауна
Національний парк Ньєрере має високий рівень біорізноманіття, з найбільш знаковими африканськими видами, які населяють регіон, включаючи левів, леопардів, масайських жирафів, стада антилоп гну та рівнинних зебр, чорних носорогів, імпал, газелей Томсона, плямистих гієн, також тут багато дрібни ссавців, рептилій, земноводних, риби та безхребетних. У водах річки Руфіджі мешкає велика кількість бегемотів і нільських крокодилів — одна з найбільших популяцій. Зокрема, парк відомий своєю численною популяцією африканських диких собак, що знаходяться під загрозою зникнення.

## Охорона

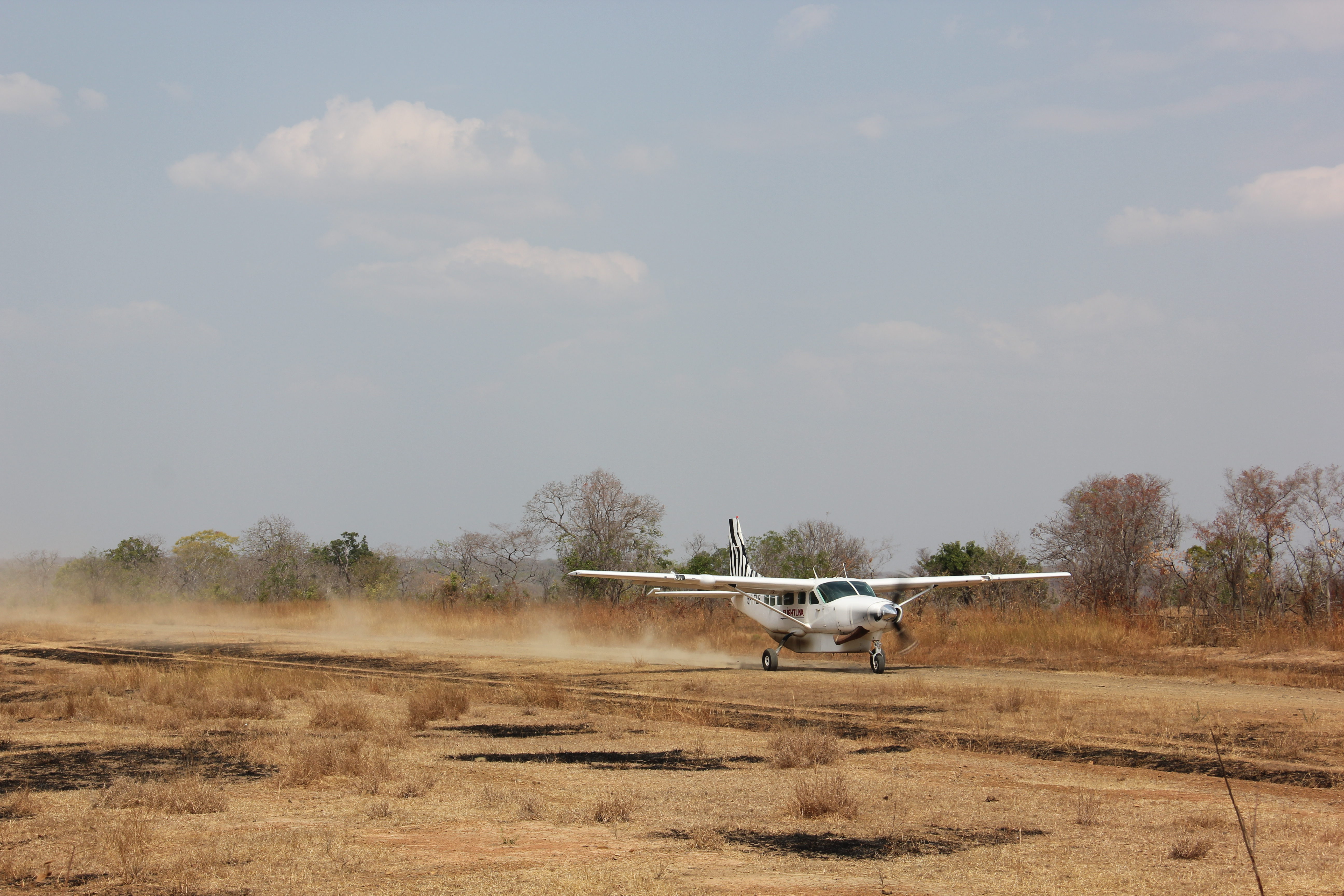
Злітно-посадкова смуга в національному парку Ньєрере.

У середині 1970-х років у заповіднику Селус (і, відповідно, національному парку Ньєрере) мешкала велика кількість слонів і носорогів, за оцінками, загальна кількість слонів перевищувала 113 000 особин. На жаль, через поганий захист у той час і високий рівень браконьєрства, кількість слонів скоротилася на 66 %, а лише з 2009 по 2013 рік до приблизно 13 000 слонів. Тепер є надія, що перетворення частини заповідника на офіційний статус національного парку допоможе контролювати та мінімізувати браконьєрство.

## Туризм
До національного парку Ньєрере можна дістатися на авто з Дар-ес-Саламу або Аруші. Відстань дороги коливається від 184 км до 230 км залежно від того, до яких воріт або точки входу в Національний парк Ньєрере ви хочете отримати доступ. З погляду часу в дорозі, зазвичай ви витратите близько 6 годин. Дороги місцями погані, останні 75 км до парку пролягають по вибоїстій гравійній дорозі.
До парку також можна потрапити літаком. Є щоденні регулярні рейси з Дар-ес-Саламу та Занзібару з часом польоту менш як годину до різноманітних злітно-посадкових смуг у Ньєрере. Є кілька авіакомпаній, які обслуговують цей маршрут, деякі з яких включають Regional Air, Coastal Aviation, Safari Air Link і Auric Air. Усі ці авіакомпанії мають надійне обслуговування.
Усім відвідувачам, які планують сафарі в Національний парк Ньєрере, потрібно знати, яку злітно-посадкову смугу в парку Ньєрере їм слід використовувати під час бронювання авіаквитків. Їх у парку досить багато, щоб уникнути непотрібних тривалих переїздів (які також бувають досить дорогими). Деякі з найпоширеніших злітно-посадкових смуг включають Мтемере, Матамбве, Сумбазі, Кіба, Бехо-Бехо та Сіванду.

## Галерея

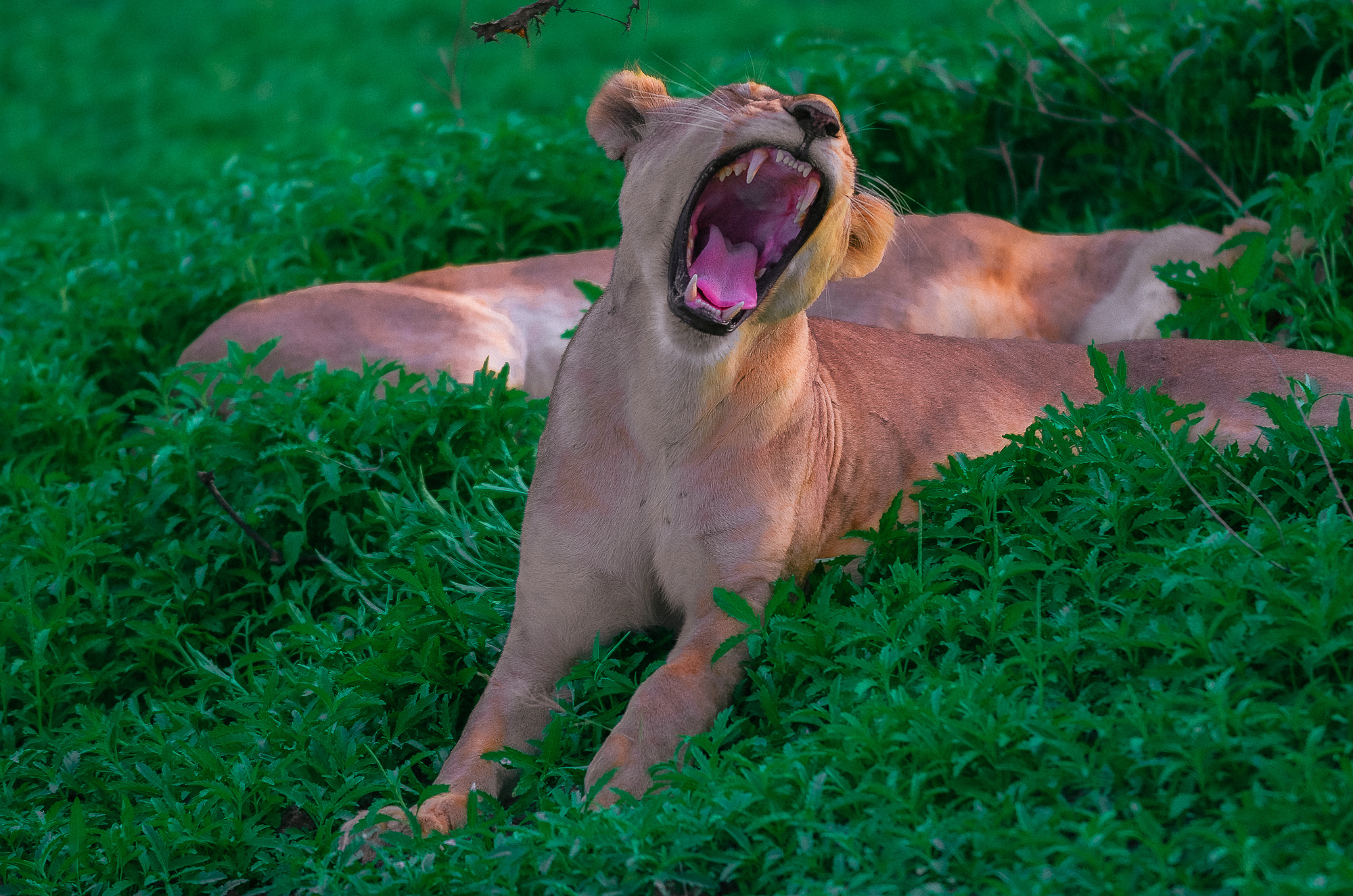
Африканський лев
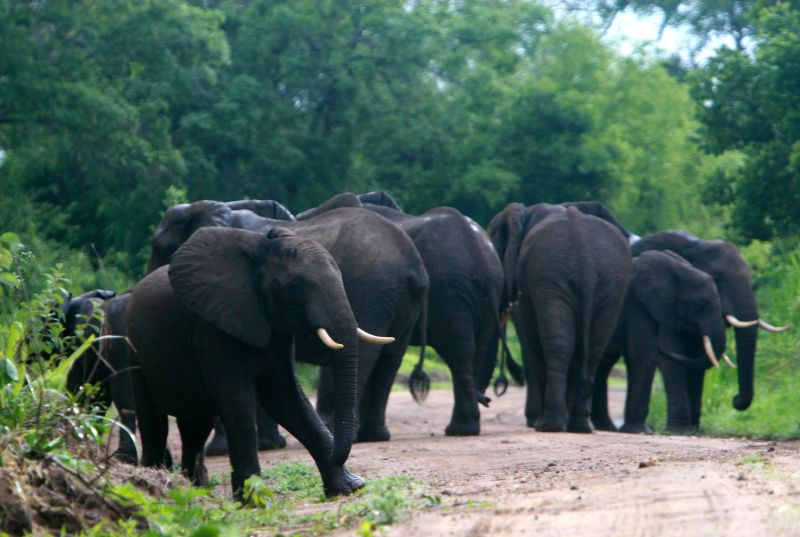
Африканський чагарниковий слон
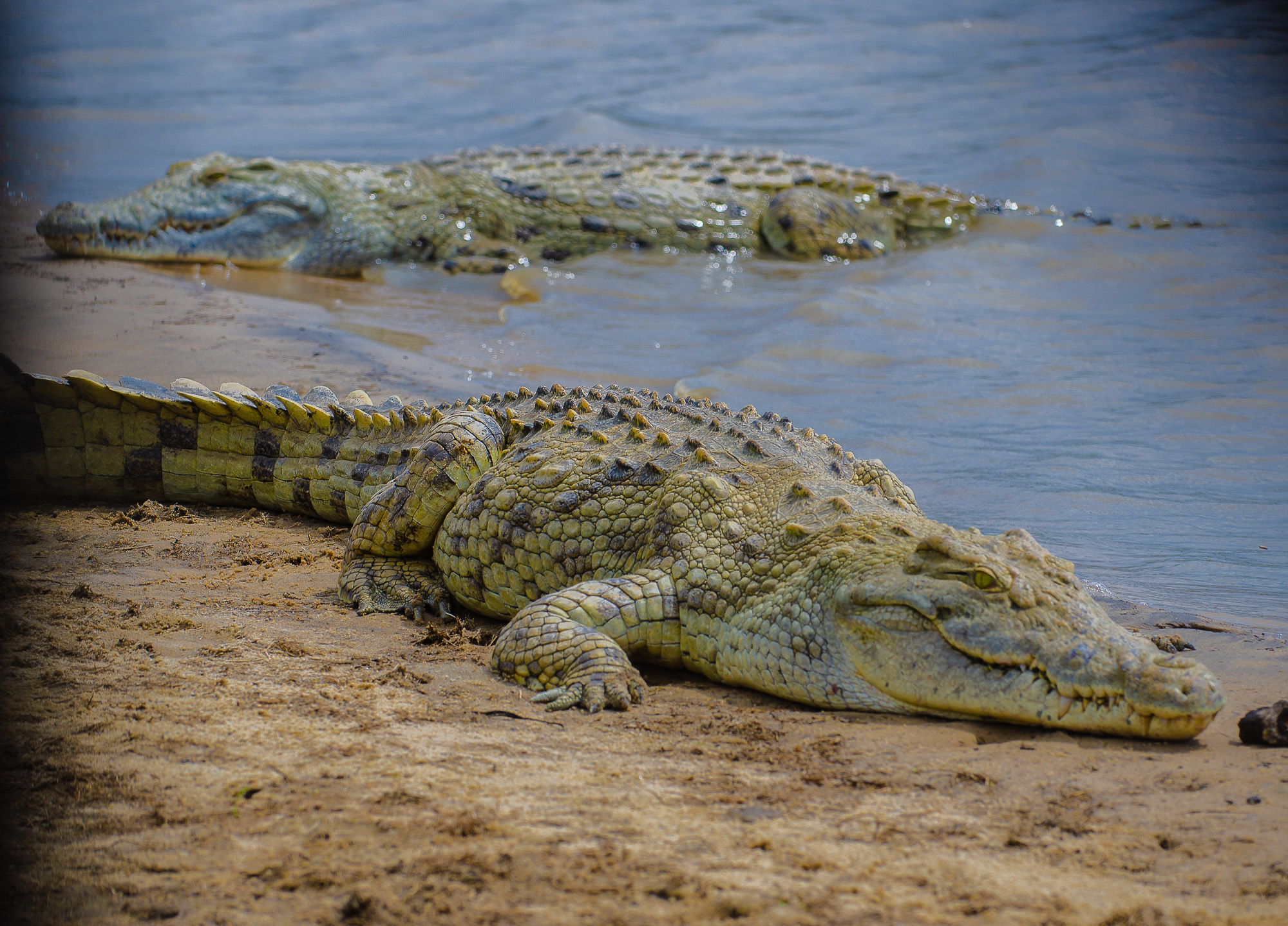
Нільський крокодил
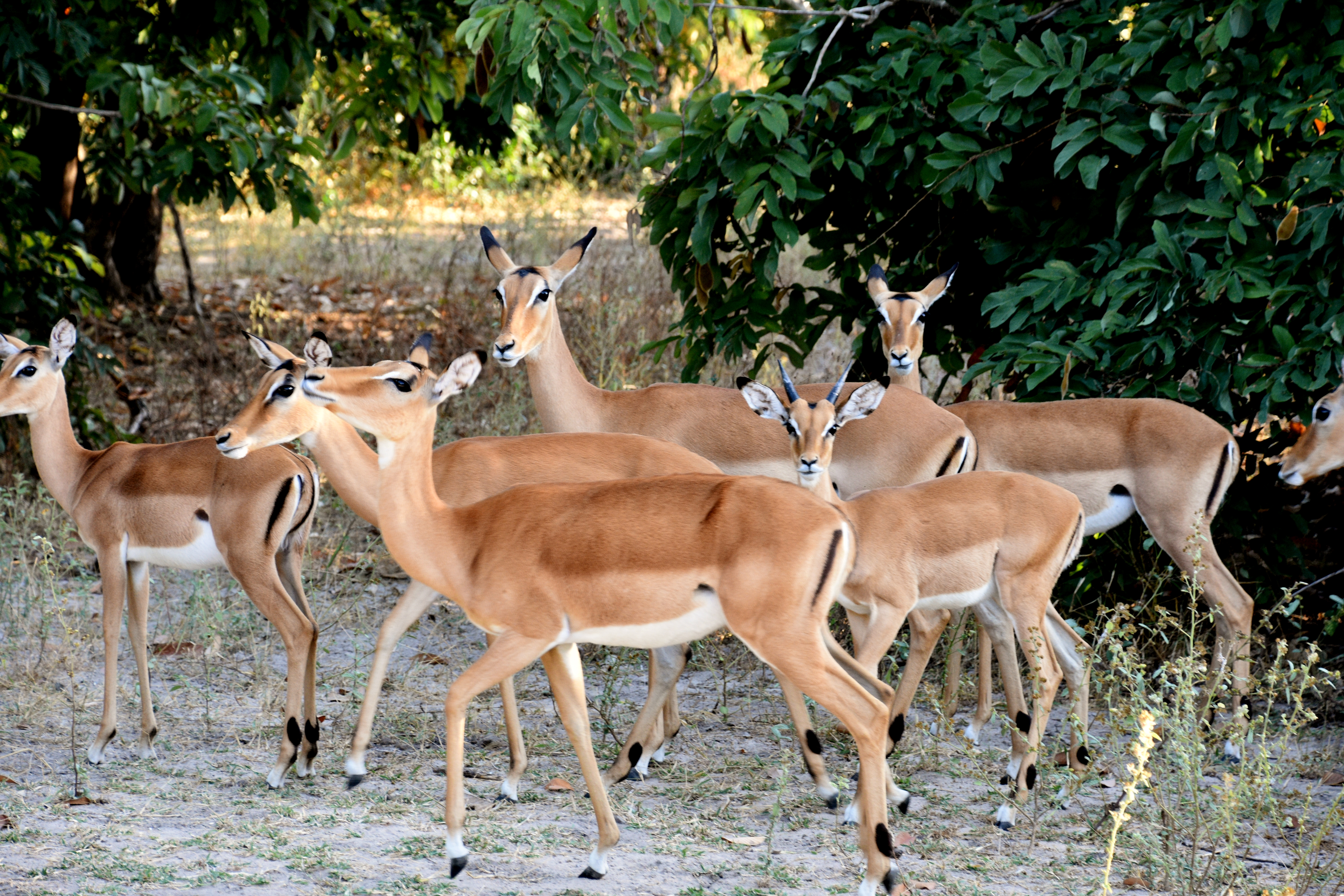
Імпала
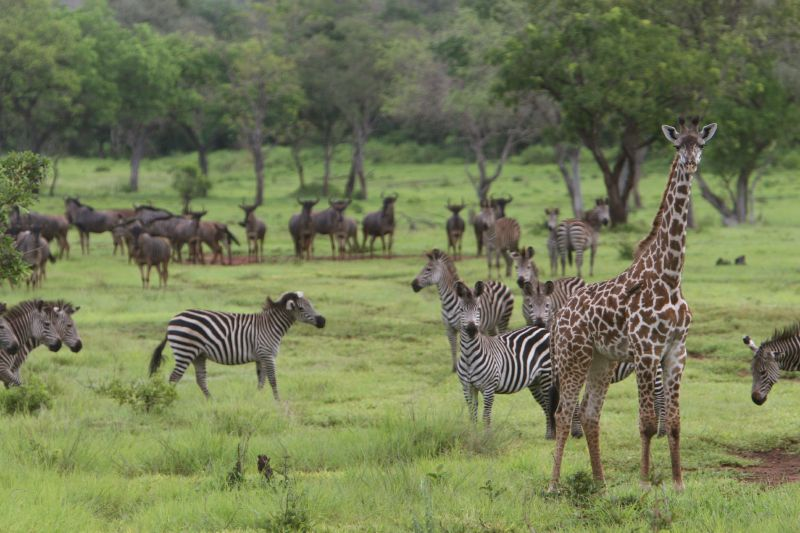
Масайський жираф,рівнинна зебра та блакитний гну
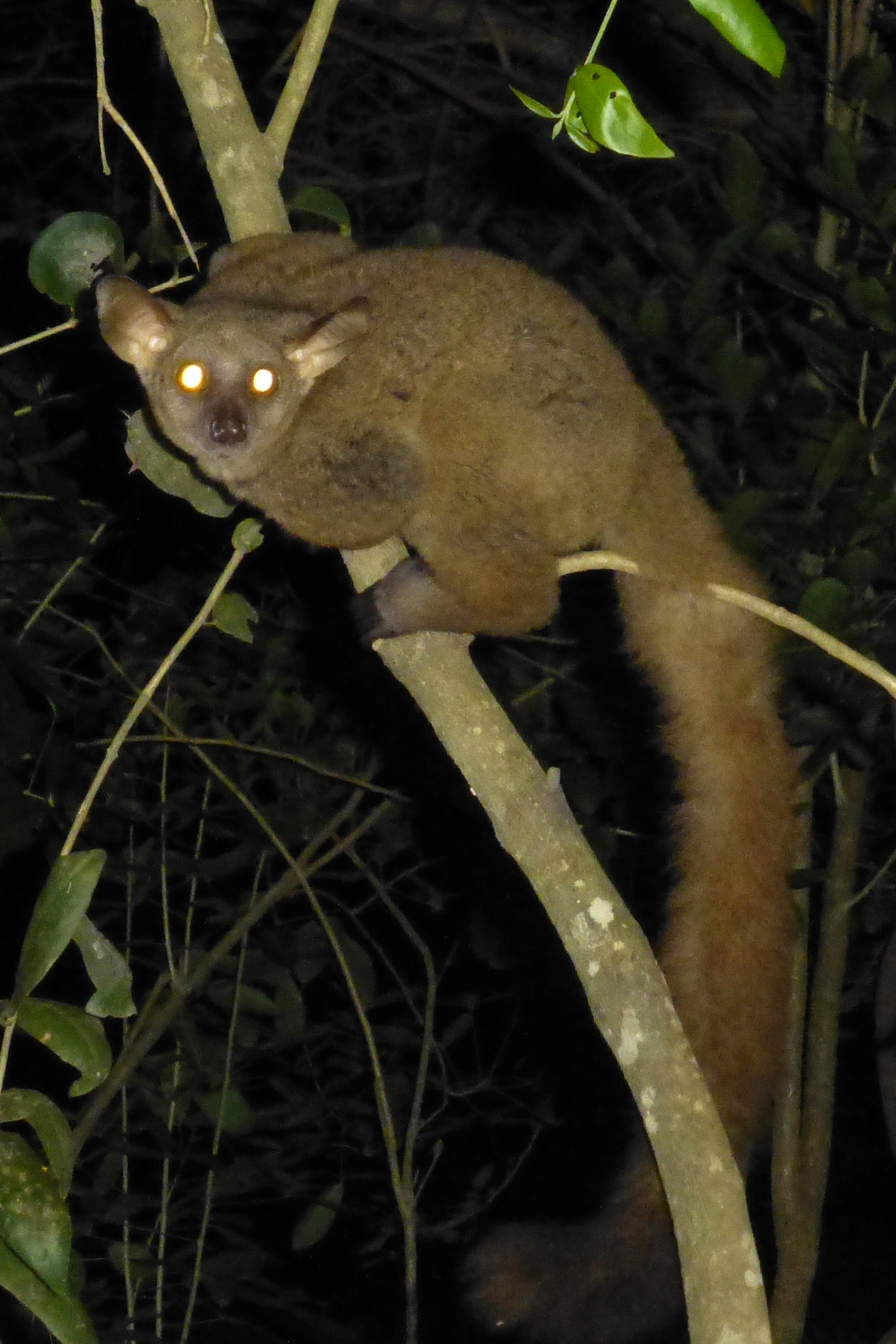
Коричневий великий галаго
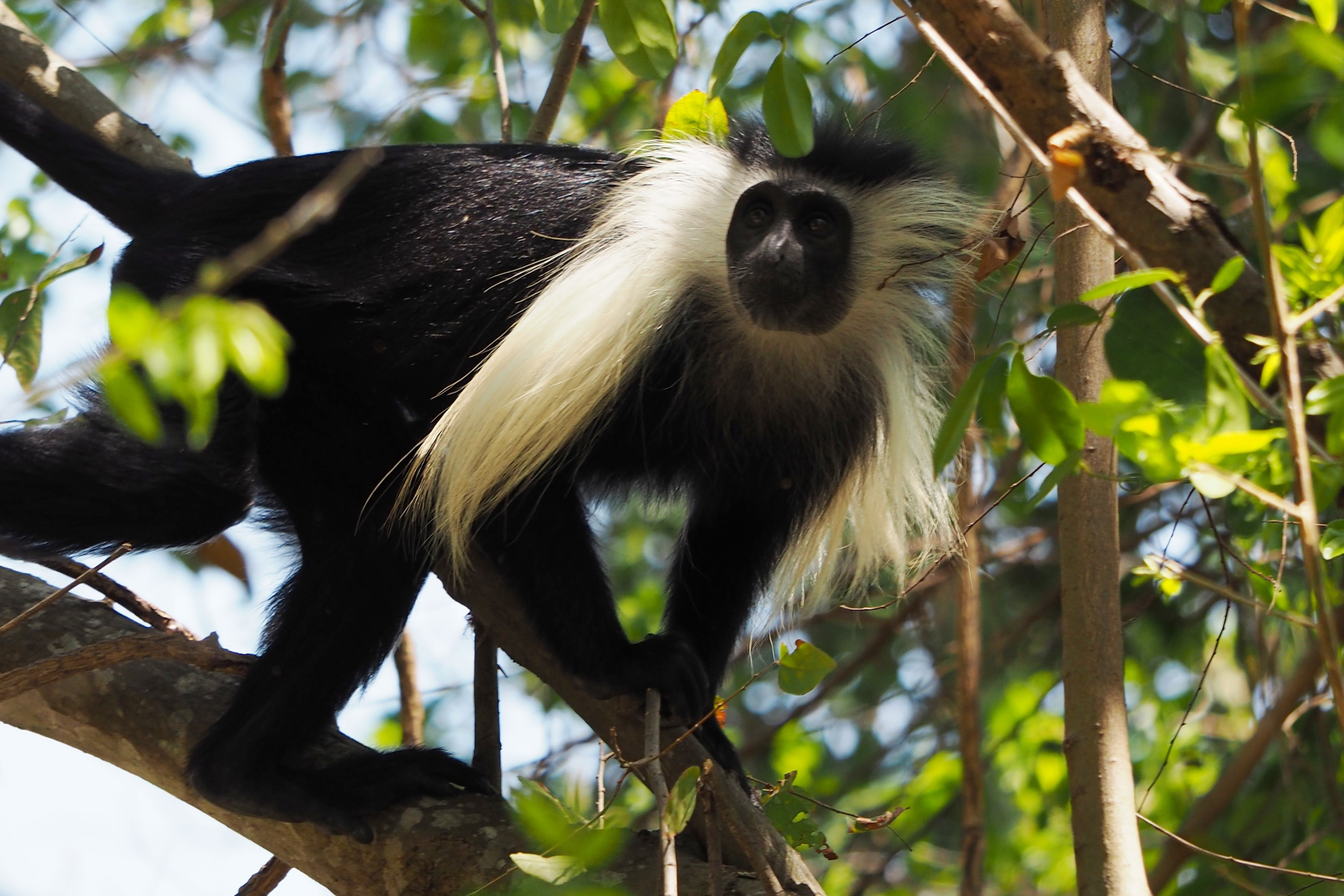
Ангольський колобус
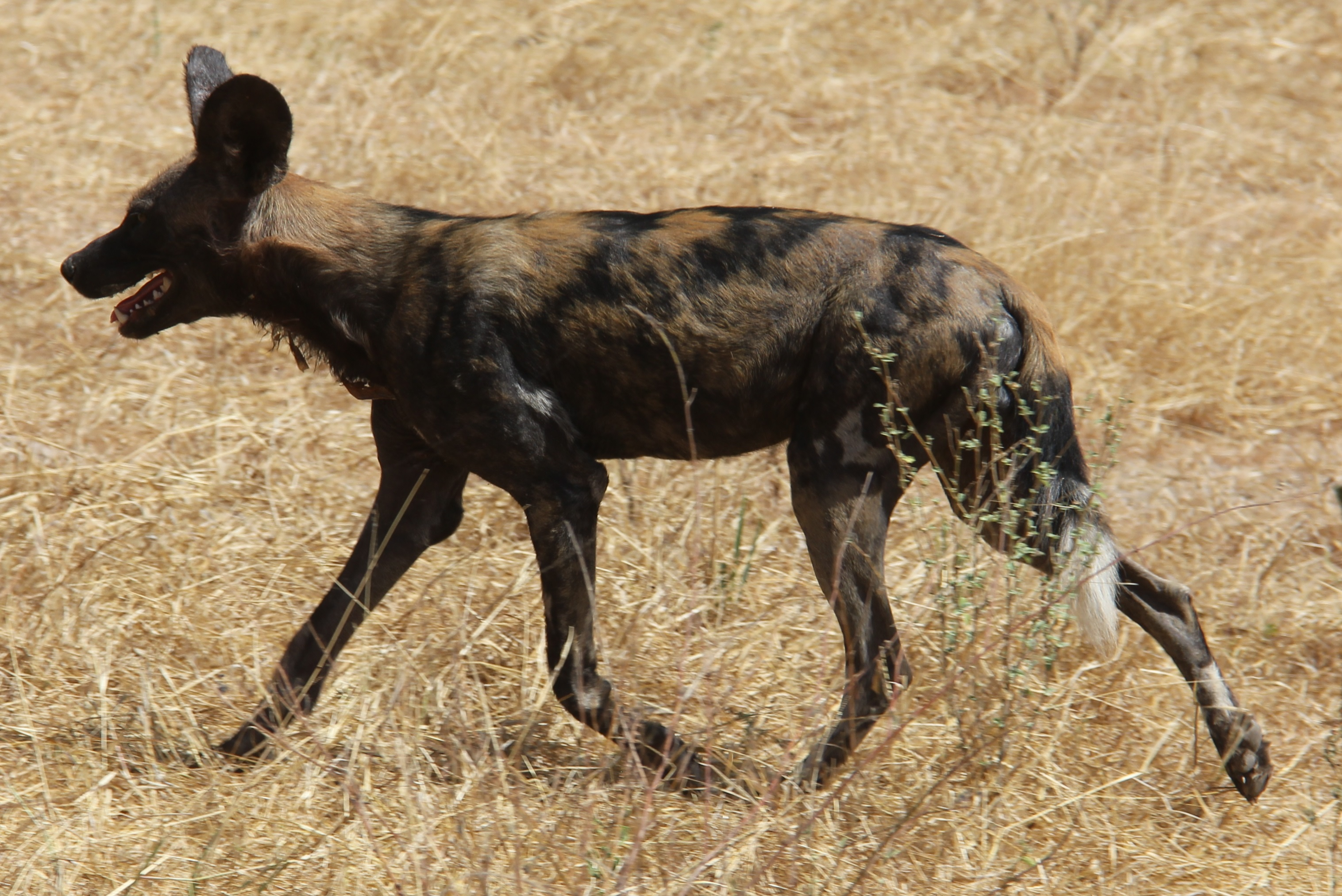
Африканська дика собака